# Gypsy Eyes
 (novembre 2023).
La mise en forme du texte ne suit pas les recommandations de Wikipédia : il faut le « wikifier ».
Les points d'amélioration suivants sont les cas les plus fréquents :
- Les titres sont pré-formatés par le logiciel. Ils ne sont ni en capitales, ni en gras.
- Le texte ne doit pas être écrit en capitales (les noms de famille non plus), ni en gras, ni en italique, ni en « petit »…
- Le gras n'est utilisé que pour surligner le titre de l'article dans l'introduction, une seule fois.
- L'italique est rarement utilisé : mots en langue étrangère, titres d'œuvres, noms de bateaux, etc.
- Les citations ne sont pas en italique mais en corps de texte normal. Elles sont entourées par des guillemets français : « et ».
- Les listes à puces sont à éviter, des paragraphes rédigés étant largement préférés. Les tableaux sont à réserver à la présentation de données structurées (résultats, etc.).
- Les appels de note de bas de page (petits chiffres en exposant, introduits par l'outil «  Source ») sont à placer entre la fin de phrase et le point final[comme ça].
- Les liens internes (vers d'autres articles de Wikipédia) sont à choisir avec parcimonie. Créez des liens vers des articles approfondissant le sujet. Les termes génériques sans rapport avec le sujet sont à éviter, ainsi que les répétitions de liens vers un même terme.
- Les liens externes sont à placer uniquement dans une section « Liens externes », à la fin de l'article. Ces liens sont à choisir avec parcimonie suivant les règles définies. Si un lien sert de source à l'article, son insertion dans le texte est à faire par les notes de bas de page.
- La présentation des références doit suivre les conventions bibliographiques. Il est recommandé d'utiliser les modèles {{Ouvrage}}, {{Chapitre}}, {{Article}}, {{Lien web}} et/ou {{Bibliographie}}. Le mode d'édition visuel peut mettre en forme automatiquement les références.
- Insérer une infobox (cadre d'informations à droite) n'est pas obligatoire pour parachever la mise en page.

Pour une aide détaillée, merci de consulter Aide:Wikification.
Si vous pensez que ces points ont été résolus, vous pouvez retirer ce bandeau et améliorer la mise en forme d'un autre article.
Pistes de Electric Ladyland
Come On (Part 1) Burning of the Midnight Lamp
Gypsy Eyes est une chanson écrite par Jimi Hendrix et interprétée par The Jimi Hendrix Experience pour l'album Electric Ladyland en 1968. Par la suite, elle est sortie en tant que face B du single Crosstown Traffic, qui se classe 52e du Billboard Hot 100 américain et 37e du classement officiel des singles du Royaume-Uni.

## Style et composition
Dans une critique pour AllMusic, Matthew Greenwald la décrit comme « un grand morceau de blues/psychédélisme ». Il ajoute:

« Gypsy Eyes est basé sur du blues ancien et standard, avec Jimi Hendrix créant une grande synergie entre sa voix et le riff de guitare principale. En fait, la chanson est chargée d’une collection de riffs, et Hendrix les compile soigneusement en une seule chanson. Utilisant le studio d'enregistrement comme un instrument à part entière, la technique d'overdub d'Hendrix atteint ici son apogée, alors que les multiples parties de guitare tourbillonnent les unes autour des autres de manière spectaculaire. De plus, les effets de flanger/phasing font également partie de l'arrangement, et par procuration du morceau lui-même. »

Le musicologue Richard Middleton note que les licks dans la musique rock sont souvent utilisés à travers une technique de formules et de variations et que Gypsy Eyes est assemblé à partir de variantes de cinq idées de base... familières avec d'autres enregistrements du même style".
1. "Variation de batterie A"
2. "Variation de batterie B"
3. "Un jeu complexe à la guitare et à la basse"
4. "Un motif mélodique de base, utilisant les notes de la gamme pentatonique"
5. "Un effet de guitare caractéristique, la note unique attaquée avec une longue descente en glissando"

Il conclut que « les combinaisons et variations de ces formules sont nombreuses et très imaginatives. Mais les formules de base sont si simples que l'enregistrement aurait très bien pu être élaboré "en concert" ».